# 卡尼亚诺
卡尼亚诺（法語：Cagnano，法語發音：[kaɲano]）是法国上科西嘉省的一个市镇，属于巴斯蒂亚区。

## 地理
卡尼亚诺（42°52'31"N, 9°25'47"E）面积14.72 平方千米，位于法国上科西嘉省，该省份位于科西嘉北部，后者为地中海西部的一座岛屿，也是法国的一个单一领土集体，位于法国大陆部分的东南面，意大利半島的西面，最临近的地块是撒丁岛。
与卡尼亚诺接壤的市镇（或旧市镇、城区）包括：彼得拉科巴拉。

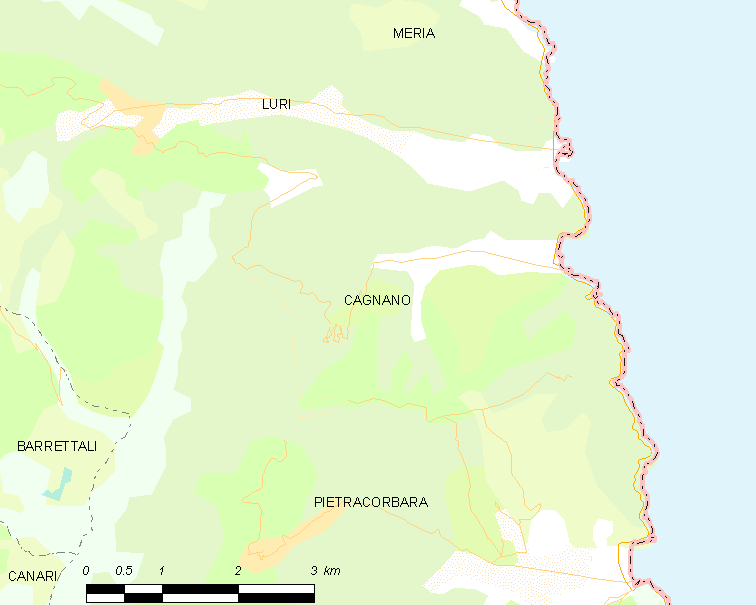
卡尼亚诺的OSM定位图

卡尼亚诺的时区为UTC+01:00、UTC+02:00（夏令时）。

## 行政
卡尼亚诺的邮政编码为20228，INSEE市镇编码为2B046。

## 政治
卡尼亚诺所属的省级选区为科西嘉角县。

## 人口

1962-2008年间卡尼亚诺人口变化图示

卡尼亚诺于2022年1月1日时的人口数量为154人。